# ريتشارد بيل (موسيقي)
ريتشارد بيل (بالإنجليزية: Richard Bell)‏ هو موسيقي أمريكي، ولد في 5 مارس 1946 في تورونتو في كندا، وتوفي بنفس المكان في 15 يونيو 2007 بسبب ورم نخاعي متعدد.

## وصلات خارجية
- ريتشارد بيل على موقع IMDb (الإنجليزية)
- ريتشارد بيل على موقع ميوزك برينز (الإنجليزية)
- ريتشارد بيل على موقع أول ميوزيك (الإنجليزية)
- ريتشارد بيل على موقع أول ميوزيك (الإنجليزية)
- ريتشارد بيل على موقع ديسكوغز (الإنجليزية)
- ريتشارد بيل على موقع قاعدة بيانات الفيلم (الإنجليزية)